# زیندو
زیندو نام یک آلبوم موسیقی اثر  کامکارها، هنرمند ایرانی است که در سبک  سنتی تهیه شده و دارای ۸ آهنگ است. 

## فهرست آهنگ‌ها
| ردیف | آهنگ                                |
| ۱    | (کراس کودری (پیراهن کودری           |
| ۲    | (چریکه کو (خروش کبک                 |
| ۳    | (شه و چرای دیواخان (شب چراغ خانه    |
| ۴    | (فیراق (فراق                        |
| ۵    | (ده سره به نگه ر (دستمالت را بگردان |
| ۶    | (لانکوله (گهواره                    |
| ۷    | (کولان به کولان (کوچه به کوچه       |
| ۸    | به ره لبینه                         |